# Kyrylo Kovaltjuk
Kyrylo Serhijovytj Kovaltjuk (ukrainska: Кирило Сергійович Ковальчук, ryska: Кирилл Сергеевич Ковальчук; Kirill Sergejevitj Kovaltjuk), född 11 juni 1986 i Odessa, är en ukrainsk fotbollsspelare som för närvarande spelar för den ryska klubben Tom Tomsk.
Kovaltjuk gjorde sin debut i Ryska Premier League den 19 juli 2009, i en match mot FK Chimki. Matchen vanns av Tom Tomsk med 4-0, och Kovaltjuk kom in som avbytare i den 68 minuten.
Han är bror till Sergej Kovaltjuk, även han fotbollsmittfältare som spelar för Tom Tomsk.